# Cattleya brasiliensis
Cattleya brasiliensis là một loài thực vật có hoa trong họ Lan. Loài này được Klinge mô tả khoa học đầu tiên năm 1899.